# 北畠具信
北畠 具信（きたばたけ とものぶ、生年未詳 - 永禄5年（1562年））は、戦国時代の武将。官位は従四位下・左近衛中将。子に顕重。

## 経歴
浪岡北畠家の当主・浪岡具永の庶子といわれる。父の命令で、断絶していた分家の河原御所の家柄を継いだ。所領問題で甥の浪岡具運と争い、永禄5年（1562年）に具運を暗殺した（河原御所の乱）。しかし自らも具運の弟の顕範によって殺されてしまった。
この河原御所の乱は、結果的に浪岡北畠氏の衰退を招くことになる。

## 官歴
『歴名土代』による。
- 天文年間：従五位下
- 天文17年（1548年） 5月16日：左近衛少将
- 天文23年（1554年） 10月5日：従五位上
- 永禄3年（1560年） 2月14日：正五位下
- 時期不詳：具定から具信に改名
- 永禄9年（1566年） 3月11日：従四位下、左近衛中将